# Bryomyia multispinata
Bryomyia multispinata är en tvåvingeart som beskrevs av Berest 1988. Bryomyia multispinata ingår i släktet Bryomyia och familjen gallmyggor.
Artens utbredningsområde är Ukraina. Inga underarter finns listade i Catalogue of Life.